# Скоков, Иван Лаврентьевич
Иван Лаврентьевич Ско́ков (1794—1874) — российский общественный деятель, градоначальник Петрозаводска, купец.

## Биография
Родился в мещанской семье. Вёл торговлю мануфактурой.
В 1838—1840 годах избирался ратманом Петрозаводского магистрата.
В 1841—1843 и 1851—1852 годах дважды избирался городским головой Петрозаводска.
Известен как организатор строительства нового городского моста через реку Лососинка (в створе нынешней ул. Правды).
В качестве городского головы принимал участие в торжественном освящении Крестовоздвиженского собора, возведённого на средства петрозаводских купцов-благотворителей.
В мае 1865 года коммерческая деятельность расстроилась, был объявлен несостоятельным должником, каменный дом в Петрозаводске был продан в счёт уплаты долгов на торгах.

## Семья
Первая жена — Прасковья Ивановна, урождённая Фёдорова (1805—1832), вторая жена — Татьяна Марковна, урождённая Сывороткина (род. 1804). Сын Пётр (род. 1829).